# Levadne, Pokrovske
Levadne (în ucraineană Левадне) este un sat în așezarea urbană Pokrovske din raionul Pokrovske, regiunea Dnipropetrovsk, Ucraina.

## Demografie
Componența lingvistică a localității Levadne
     Ucraineană (98,01%)
     Rusă (1,05%)
     Alte limbi (0,42%)
Conform recensământului din 2001, majoritatea populației localității Levadne era vorbitoare de ucraineană (98,01%), existând în minoritate și vorbitori de rusă (1,05%).